# Luc Indestege
Luc Indestege, né à Zonhoven, le 5 février 1901 et décédé à Bruxelles le 11 juillet 1974, est un poète et prosateur belge de langue néerlandaise.

## Biographie
Luc Indestege étudie la philologie germanique à l'université catholique de Louvain et obtint son doctorat en 1925 en présentant une thèse sur Henriette Roland Holst.
Il commença sa carrière comme professeur à l'Athénée royal de Bruxelles (Collegium Theresianum), puis devint de 1952 à 1956 lecteur pour la langue néerlandaise à l'Université de Padoue.

## Œuvre
Ses vers mélancoliques le firent connaître comme poète. Il traduisit également en néerlandais, du latin, du français ou de l'italien, de nombreux écrivains et poètes étrangers comme Louise Labé ou les Goliards. Il publia également des études sur la littérature italienne.
Il est honoré en 1942 du prix Auguste Beernaert pour son recueil de poésie Orpheus en Eurudike (Orphée et Eurydice).

## Publications
- Vale dicere (recueil de poèmes) (1932)
- Andioenora (1934)
- Rondom Erasmus' Lof der zotheid (essai) (1937)
- De zeven hoofdzonden (1938)
- Orpheus en Eurudike (recueil de poésie) (1941)
- XXIV Sonnetten (traduction de poèmes de Louise Labé) (1945)
- Het geschil tussen dwaasheid en liefde (1946)
- Estuans intrinsecus (traduction de poèmes de Goliards) (1950)
- Quaderno Fiorentino, Indrukken en gesprekken (étude sur la littérature italienne) (1951)
- De Jonge Leopardi (1957])
- Kroniek der Italiaanse letteren (1961)
- Laïs, Lyrisch spel in drie bedrijven (1964)
- Giovanni Papini (1968)
- Iets is voorgoed voorbij (écrit posthume), (1976)

## Iconographie
Il existe de lui plusieurs portraits par le peintre Lismonde :
- Portrait de Luc Indestege, fusain sur papier, 970 x 650 mm (catalogue raisonné : n° 830)
- Croquis (portrait de Luc Indestege), 1944, mine de plomb sur papier, 162 x 111mm. (Collection Maison Lismonde, Linkebeek). (cat. 922)
- Portrait de Luc Indestege, 1951, fusain sur papier, 1020 x 820mm. (cat. 1476)
- Portrait de Luc Indestege, 1952, (Collection Maison Lismonde, Linkebeek), (cat. 1514).